# Geremi
Geremi Sorele Njitap Fotso hay gọi một cách ngắn gọn là Geremi là cựu cầu thủ bóng đá chuyên nghiệp người Cameroon hiện đã giải nghệ.

## Tiểu sử
Geremi Njitap sinh ngày 20 tháng 12 năm 1978 tại Bafoussam, Cameroon trong một gia đình có 18 người con.

## Sự nghiệp bóng đá

### Câu lạc bộ
Geremi đã gia nhập các câu lạc bộ Cerro Porteno, Genclerbirligi, Real Madrid, và Middlesbrough (cho mượn). Anh là cầu thủ của Middlesbrough trong mùa bóng 2002/2003. 1 năm sau, Geremi chuyển đến thi đấu cho Chelsea với một bản hợp đồng trị giá 6 triệu bảng Anh từ Real Madrid. Geremi được trọng dụng dưới thời ông Claudio Ranieri nhưng bị thất sủng sau khi Jose Mourinho đến Chelsea đầu mùa giải 2004/2005. Geremi đã ghi được 4 bàn thắng cho Chelsea.

### Đội tuyển quốc gia
Geremi thi đấu cho đội tuyển Cameroon tại World Cup 2002 và đoạt chức vô địch Olympic môn bóng đá nam năm 2000.